# Младово
Младово е село в Югоизточна България. То се намира в община Сливен, област Сливен.